# Lena Strömdahl
Lena Marie Strömdahl, född 17 juli 1947 i Lidingö, är en svensk skådespelare.  

## Biografi
Strömdahl var med om att starta Orionteatern 1983 och arbetade sedan där till 1991. Hon har varit engagerad vid olika fria teatergrupper samt vid Dramaten, Riksteatern och Helsingborgs stadsteater. Mest känd är hon nog för rollen som Yvonne Dahlén i Rederiet. På senare år har hon spelat Maj Nilsson i Wallander – Afrikanen, socialminister Monica Svensson i Kommissionen och Harriet i Bron.
Hon är dotter till arkitekt Arne Strömdahl och brorsdotter till Ingvar Strömdahl.

## Filmografi i urval
- 1981 – Babels hus (TV-serie)
- 1982 – Johan är död
- 1983 – Öbergs på Lillöga (TV-serie)
- 1984 – Annika – en kärlekshistoria (TV-serie)
- 1989 – Klassliv
- 1990 – Honungsvargar
- 1990 – Werther
- 1991 – Mord och passion (TV-serie)
- 1991 – Rabarber, rabarber, rabarber
- 1991 – T. Sventon och fallet Isabella
- 1992 – Hammar
- 1992–1996 – Rederiet (TV-serie)
- 1992 – Hassel – Utpressarna
- 1992 – Min store tjocke far
- 1999 – Där regnbågen slutar
- 1999 – Ett litet rött paket (TV-serie)
- 2001 – Kvinna med födelsemärke
- 2001 – Pusselbitar (TV-serie)
- 2002 – Bella - bland kryddor och kriminella (TV-serie) (gästroll)
- 2005 – Kommissionen (TV-serie)
- 2005 – Percy, Buffalo Bill & jag
- 2005 – Wallander – Afrikanen
- 2005 – Järnets änglar
- 2009 – Göta kanal 3 – Kanalkungens hemlighet
- 2010 – Våra vänners liv (TV-serie)
- 2011 – The Girl with the Dragon Tattoo
- 2015 – Miraklet i Viskan
- 2017 – Saltön (TV-serie)
- 2018 – Bron (TV-serie)
- 2018 – Sthlm Rekviem (TV-serie)
- 2021 – Utvandrarna

## Teater

### Roller (ej komplett)
| År   | Roll                           | Produktion                                                                     | Regi              | Teater                   |
| ---- | ------------------------------ | ------------------------------------------------------------------------------ | ----------------- | ------------------------ |
| 1973 | Agafja Tichonovna              | Bröllopsbesvär eller Friare kan ingen vara (Женитьба, Zhenit'ba) Nikolaj Gogol | Lennart Kollberg  | Pionjärteatern           |
| 1973 |                                | Karabinjärerna (I Carabinieri) Beniamino Joppolo                               | Lennart Kollberg  | Pionjärteatern           |
| 1983 | Hertiginnan Josiana            | Skrattmänniskan (L'Homme qui rit) Victor Hugo                                  | Lars Rudolfsson   | Orionteatern             |
| 1986 |                                | Råttoperan Inger Rydén                                                         | Lars Rudolfsson   | Orionteatern             |
| 1988 | Valentina                      | Kvinnornas Decamerone (Женский декамерон) Julia Voznesenskaja                  | Lars Rudolfsson   | Orionteatern             |
| 1989 | Marie                          | Woyzeck Georg Büchner                                                          | Lars Rudolfsson   | Orionteatern             |
| 1991 | Rachel                         | Stilla natt (Season's Greetings) Alan Ayckbourn                                | Jacob Nordenson   | Boulevardteatern         |
| 2002 | Christine Mannon               | Klaga månde Elektra (Mourning Becomes Electra) Eugene O'Neill                  | Göran Stangertz   | Helsingborgs stadsteater |
| 2002 | Fru Dasham                     | En julsaga (A Christmas Carol in Prose) Charles Dickens                        | Fransesca Quartey | Helsingborgs stadsteater |
| 2003 | Majvor                         | Himmavid (Masjävlar) Maria Blom                                                | Jan Nielsen       | Helsingborgs stadsteater |
| 2010 | Kvinna från Gond, (Understudy) | Aniara Harry Martinson                                                         | Lars Rudolfsson   | Stockholms stadsteater   |
| 2018 | Fru Armfeldt                   | Sommarnattens leende Ingmar Bergman                                            | Hugo Hansén       | Romateatern              |